# Malo Očijevo
Malo Očijevo – wieś w Bośni i Hercegowinie, w Federacji Bośni i Hercegowiny, w kantonie uńsko-sańskim, w mieście Bihać. W 2013 roku liczyła 21 mieszkańców, z czego większość stanowili Serbowie.